# UberStudent
UberStudent é um sistema operacional e uma coleção de programas livres e de código aberto para o ensino superior e futuros universitários no Ensino Médio, seus professores e escolas, e pesquisadores, profissionais do conhecimento e professores de educação continuada.
Chamando a si mesmo de "Linux para aprendizes", o UberStudent se descreve como "um currículo acadêmico coeso e integrado em uma plataforma de aprendizagem instalável, fácil de usar e cheia de recursos", visando a aumentar o aprendizado global do aluno, o conhecimento de informática acadêmica e a fluência computacional dos alunos de educação continuada. Seu objetivo adicional é ampliar a adoção das pĺataformas computacionais de software livre e de código aberto, como ele próprio, na educação superior e em escolas de ensino médio.
O UberStudent tem sido descrito por analistas como "altamente sintonizado com as necessidades dos alunos", "repleto de ferramentas amigáveis ao estudante e de personalizações", "perfeito para o ambiente de educação superior", obtendo sucesso em seus objetivos "com desenvoltura, elegância e potência", "uma escolha inteligente para ter seu trabalho escolar feito", e "fantástico e delicioso".  Recebeu uma análise positiva no jornal The Chronicle of Higher Education, que citou a completude do UberStudent por tornar amigável ao usuário o trabalho acadêmico e por sua natureza livre e de código aberto. Sessenta dias após o lançamento oficial do UberStudent 1.0 Cicero Full Edition, em 15 de Julho de 2010, seu primeiro não-beta, obteve a classificação de mais popular distribuição de Linux para educação em todo mundo no Distrowatch e como trigésima segunda mais popular globalmente, entre as 316 variadas distribuições rastreadas.
A versão atual do UberStudent é a 3.0, codinome Platão. Uma mudança maior em relação às edições anteriores é que a distribuição passou a usar um repositório de softwares próprio.

## Origem e projeto
O fundador e desenvolvedor chefe do UberStudent é Stephen Ewen, um educador residente nos EUA, que se especializou em alfabetização digital no pós-secundário, estratégias de sucesso acadêmico e tecnologia educacional. Ele disse que começou o UberStudent como "uma maneira de colocar um conjunto de ferramentas computacionais inteligentes e dedicadas e apenas a quantidade certa de suporte nas mãos dos estudantes que estejam atualmente na educação superior ou se preparando para ela no ensino médio". Seu objetivo declarado através do UberStudent é que os estudantes "aprendam a realmente superar as habilidades fundamentais e hábitos que necessitam, para se tornarem tudo que eles podem ser academicamente e na vida profissional". Ewen disse que o UberStudent é, em parte, inspirado por suas próprias experiências, onde alcançou performance acadêmica superior com o auxílio de tecnologias educacionais.

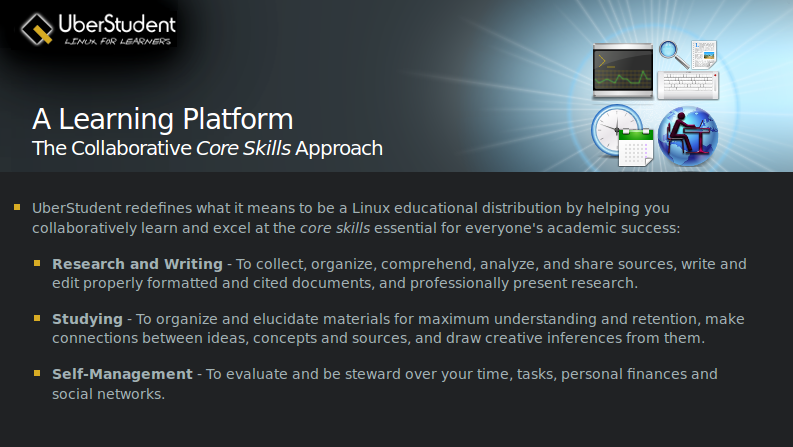
Abordagem das habilidades acadêmicas fundamentais do UberStudent

Ewen descreveu a abrangente filosofia de projeto do UberStudent como aquela que fornece um "sistema unificado para aprender, fazer e ensinar o sucesso acadêmico". Disse que o UberStudent pega o que ele chama de uma abordagem de "habilidades acadêmicas fundamentais", que ele delineou como "as habilidades em pesquisa e em escrita, no estudo e na tomada de decisão exigidas dos estudantes em todos os cursos acadêmicos. Afirmou que o UberStudent pode ser "facilmente estendido" para cursos específicos através de softwares adicionais. Adicionalmente, em parte devido à natureza de código aberto e multiplataforma do sistema, bem como sua base Unix-like, é voltado a produzir alfabetização digital entre seus usuários como um "resultado mais ou menos natural".
Ewen declarou que instituições acadêmicas podem aumentar seus resultados de aprendizagem estudantis e eficiência econômica ao adotarem aplicativos e softwares de sistema de fonte aberta mais amplamente para as necessidades computacionais acadêmicas diárias dos alunos. Adicionalmente se manifestou a favor de que instituições acadêmicas aumentem seu envolvimento no desenvolvimento de ferramentas de código aberto, tais como UberStudent, citando sucessos como o gerenciador de fontes bibliográficas Zotero da Universidade George Mason, incluído entre o conjunto de programas acadêmicos importantes do UberStudent.

## Software e sistema

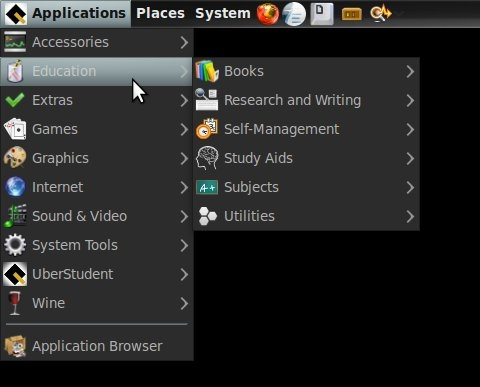
O primeiro nível do menu Educação no UberStudent 1.0 Cicero Full Edition

Quase todos os softwares do UberStudent são livres e de código aberto e seus programas principais são multiplataforma. Assim, seus usuárioss podem evitar o aprisionamento tecnológico, seja com o Windows, com o Mac OS X ou com o Linux. O sítio de análises tecnológicas Dedoimedo analisou o UberStudent como contendo uma "superba" coleção de "programas inteligentemente selecionados", "provavelmente o melhor quando um trabalho sério é desenvolvido", com cada um "costurado no tecido do sistema operacional". O colunista tecnológico Jack Wallen disse que o UberStudent "contém tantas ferramentas específicas de educação que você perderá seus primeiros dias com ele apenas se maravilhando no que os desenvolvedores empacotaram em um único sistema operacional".
Os programas principais do UberStudent para trabalho acadêmico são agrupados no menu de aplicações Educação, onde são organizados em sub-categorias, incluindo Leitura, Pesquisa e Escrita, Autogerenciamento, Auxílio Estudantil, Matérias e Utilidades, os quais possuem sub-categorias. Em adição ao seu conjunto de aplicações específicas acadêmicas, os analistas notaram a inclusão de modelos para trabalho acadêmico e "toneladas" de guias que são "frequentemente ausentes" em outros sistemas operacionais". O UberStudent também contém uma gama completa de programas orientados aos alunos nas categorias Áudio/Vídeo, Jogos, Gráficos, Internet e muitas outras. Seu "Cloud Menu" contém aplicativos de computação em nuvem para um conjunto completo de tarefas e tem sido descrito como contendo adicionais que "você não vê frequentemente em outro lugar".
Em sua intenção declarada de possuir facilidade de uso com segurança e estabilidade, as versões de produção do UberStudent são baseadas em uma versão LTS do Ubuntu, que é um derivado do Debian. branch O UberStudent também inclui vários programas de desenvolvimento próprio, incluindo aqueles para instalação um-clique de codecs multimídia e para vários utilitários. O sistema utiliza seu próprio gerenciador de atualizações e o formato de arquivo .deb para gerenciamento e atualização.

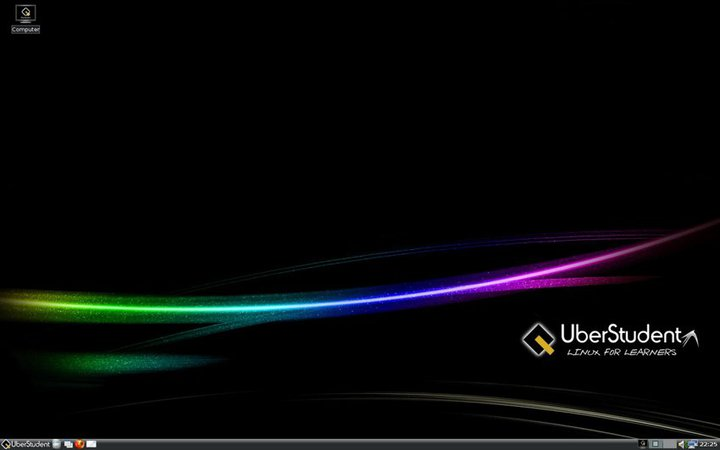
O desktop padrão do UberStudent 1.0 Cicero Lightweight Edition

## Edições
As edições principais do UberStudent são distribuídas como imagens de DVD. As edições completas estão disponíveis com os ambientes de desktop XFCE ou MATE e uma edição leve com o desktop LXDE, que possui recursos para computadores antigos e cabe em um único CD.

### Críticas aos ambientes desktop
Ewen disse que "o UberStudent deve preferir estabilidade, segurança e usabilidade tradicional sobre o novo quando se trata de uma coisa tão importante como os ambientes de desktop básicos que utiliza".

#### GNOME 3, Ubuntu Unity
Durante o ciclo de lançamento do UberStudent 2.0, Ewen criticou rispidamente os projetos de ambos os ambientes de desktop Linux Unity e GNOME 3 Shell como obstáculos à produtividade computacional acadêmica do estudante. Em uma sátira do dia da mentira de 2013, ele anunciou um "UberStudent Dumbed Down Edition", apresentando o GNOME 3 Shell. Apontando para o que ele chamou de "o desamparo imposto" levando ao "desamparo aprendido" que ele diz que os desenvolvedores do GNOME 3 projetaram em seu novo ambiente desktop, ele disse que a intenção por trás da paródia era "obscurecer o que não é óbvio e simples para que possa ser evitado continuamente" pelos estudantes e, dessa forma, nunca aprendido. Em uma entrevista de Maio de 2013, explicou suas críticas ao Unity e ao GNOME 3 ao citar problemas específicos de usabilidade e disse que o UberStudent não tinha planos para adotar nem o Unity nem o GNOME 3 Shell.

#### Cinnamon
No meio do ciclo de lançamento do UberStudent 3.0, Ewen criticou o ambiente desktop Cinnamon, desenvolvido pelo Linux Mint, apontando o que ele chamou de "grandes falhas" no ambiente, as quais ele definiu como falha em respeitar certos padrões fundamentais do Freedesktop.org. Disse que, enquanto o ambiente desktop cumpre promessas, "Cinnamon, a partir de sua versão completa 1.8, de Maio de 2013, é atualmente um software de qualidade beta", que os desenvolvedores tinham repetidamente e com razão dito isso internamente, mas nunca abertamente declarado a seus usuários. Caracterizou o Cinnamon como "não adequado ainda para uma estação de trabalho séria e estável" como o UberStudent .

## Lançamentos e nomes

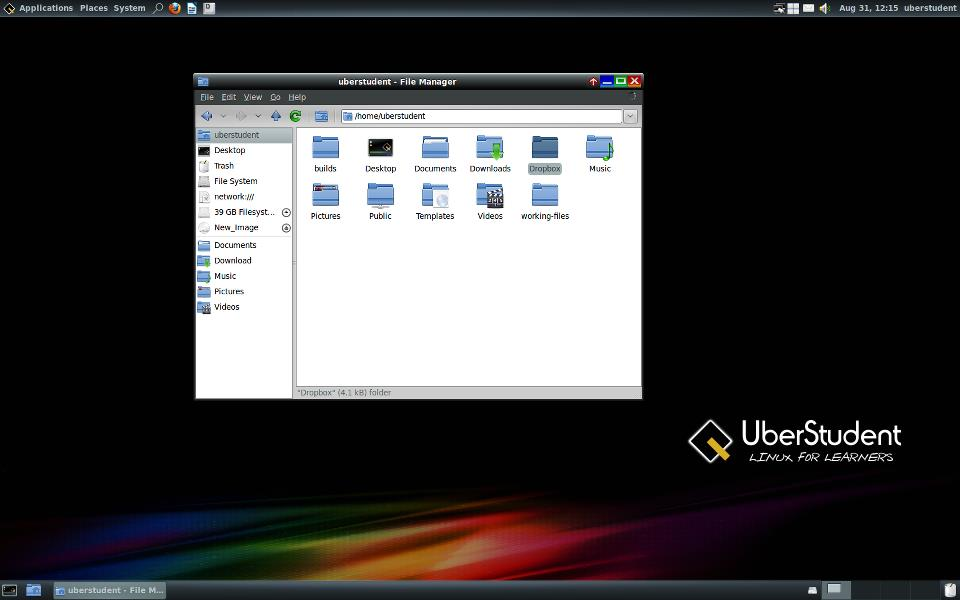
Captura de tela do UberStudent 2.0 pre-release.

De acordo com Ewen, "o UberStudent homenageia um pensador histórico famoso em cada um de seus principais lançamentos", uma prática que ele descreve como "cabendo somente" à missão educacional do UberStudent. Até agora, os pensadores foram gregos e romanos. A versão 0.9 do UberStudent, o primeiro beta, foi lançado em 15 de Janeiro de 2010 e chamada de Thales. A versão 1.0, lançada em 15 de Julho de 2010, foi chamada de Cicero. A versão 1.0 também teve uma breve edição de pré-lançamento, que foi inadvertidamente entendida como a edição de lançamento. UberStudent 1.0 Cicero Lightweight Edition foi lançada em 4 de Setembro de 2010 e herdou o nome Cicero da edição completa. De acordo com um anúncio de 11 de Junho de 2011, o UberStudent 2.0 seria chamado de "Aristóteles".
Em uma notícia de Agosto de 2012, Ewen disse que a edição principal do UberStudent estava sendo construída como um sistema multiboot com os ambientes desktop XFCE e MATE. O lançamento ocorreu em Novembro de 2012 como versão de número 2.0.4.1.